# العلاقات البريطانية القبرصية
العلاقات البريطانية القبرصية هي العلاقات الثنائية التي تجمع بين المملكة المتحدة وقبرص.

## مقارنة بين البلدين
هذه مقارنة عامة ومرجعية للدولتين:
| وجه المقارنة                                              | المملكة المتحدة                 | قبرص                                                                 |
| --------------------------------------------------------- | ------------------------------- | -------------------------------------------------------------------- |
| المساحة (كم2)                                             | 242.50 ألف                      | 9.24 ألف                                                             |
| عدد السكان (نسمة)                                         | 66.02 مليون                     | 1.14 مليون                                                           |
| الكثافة السكانية (ن./كم²)                                 | 272.25                          | 123.38                                                               |
| العاصمة                                                   | لندن                            | نيقوسيا                                                              |
| اللغة الرسمية                                             | لغة إنجليزية، اللغة الويلزية    | اليونانية الحديثة، اللغة التركية، لغة يونانية                        |
| العملة                                                    | جنيه إسترليني                   | يورو، جنيه قبرصي                                                     |
| الناتج المحلي الإجمالي (بليون دولار)                      | 2.62 تريليون                    | 21.65 مليار                                                          |
| الناتج المحلي الإجمالي (تعادل القوة الشرائية) بليون دولار | 2.72 تريليون                    | 26.73 مليار                                                          |
| الناتج المحلي الإجمالي الاسمي للفرد دولار أمريكي          | 43.88 ألف                       | 23.24 ألف                                                            |
| الناتج المحلي الإجمالي للفرد دولار أمريكي                 | 40.23 ألف                       | 30.24 ألف                                                            |
| مؤشر التنمية البشرية                                      | 0.907                           | 0.850                                                                |
| رمز المكالمات الدولي                                      | +44                             | +357                                                                 |
| رمز الإنترنت                                              | .uk، .gb                        | .cy                                                                  |
| المنطقة الزمنية                                           | توقيت غرينيتش، توقيت غرب أوروبا | ت ع م+02:00، ت ع م+03:00، توقيت شرق أوروبا، توقيت شرق أوروبا الصيفي ‏ |

## مدن متوأمة
في ما يلي قائمة باتفاقيات التوأمة بين مدن بريطانية وقبرصية:
- ترتبط Sherborne [الإنجليزية]‏ مع Agros, Cyprus [الإنجليزية]‏ باتفاقية توأمة.
- ترتبط منطقة بارنت في لندن مع Morphou [الإنجليزية]‏ باتفاقية توأمة.[17]
- ترتبط إزلنغتون مع Pano Lefkara [الإنجليزية]‏ باتفاقية توأمة منذ 1983.[18]
- ترتبط هارينجي مع Larnaca Municipality  [لغات أخرى]‏ باتفاقية توأمة منذ 30 يوليو 1987.[19][19]

## منظمات دولية مشتركة
يشترك البلدان في عضوية مجموعة من المنظمات الدولية، منها:
| علم المنظمة | اسم المنظمة                               | تاريخ انضمام المملكة المتحدة | تاريخ انضمام قبرص |
| ----------- | ----------------------------------------- | ---------------------------- | ----------------- |
|             | المنظمة الأوروبية لسلامة الملاحة الجوية   | 1960                         | 1991              |
|             | المنظمة الهيدروغرافية الدولية             | ?                            | ?                 |
|             | منظمة الشرطة الجنائية الدولية             | ?                            | ?                 |
|             | الاتحاد البريدي العالمي                   | ?                            | ?                 |
|             | منظمة التجارة العالمية                    | 1995                         | ?                 |
|             | الفريق المعني برصد الأرض                  | ?                            | ?                 |
|             | مجموعة الموردين النوويين                  | ?                            | ?                 |
|             | مؤسسة التنمية الدولية                     | 24 سبتمبر 1960               | 2 مارس 1962       |
|             | منظمة الأمن والتعاون في أوروبا            | 25 يونيو 1973                | 25 يونيو 1973     |
|             | مؤسسة التمويل الدولية                     | 20 يوليو 1956                | 2 مارس 1962       |
|             | مجلس أوروبا                               | 5 مايو 1949                  | ?                 |
|             | منظمة حظر الأسلحة الكيميائية              | ?                            | ?                 |
|             | الأمم المتحدة                             | 24 أكتوبر 1945               | 20 سبتمبر 1960    |
|             | الاتحاد الدولي للاتصالات                  | 24 فبراير 1871               | 24 أبريل 1961     |
|             | الاتحاد الأوروبي                          | 1973                         | 1 مايو 2004       |
|             | البنك الدولي للإنشاء والتعمير             | 27 ديسمبر 1945               | 21 ديسمبر 1961    |
|             | مجموعة أستراليا                           | 1985                         | 2000              |
|             | المركز الدولي لتسوية المنازعات الاستشارية | 18 يناير 1967                | 25 ديسمبر 1966    |
|             | وكالة ضمان الاستثمار متعدد الأطراف        | 12 أبريل 1988                | 12 أبريل 1988     |
|             | يونسكو                                    | 4 نوفمبر 1946                | 6 فبراير 1961     |
|             | دول الكومنولث                             | 11 ديسمبر 1931               | ?                 |

## أعلام
هذه قائمة لبعض الشخصيات التي تربطها علاقات بالبلدين:
- كريس كيلي (سياسي بريطاني، 3 يونيو 1978 – )

## وصلات خارجية
- موقع وزارة الخارجية البريطانية
- موقع وزارة الخارجية القبرصية